# Aztecula sallaei
Aztecula sallaei, meksčka endemska slatkovodna bentopelagička riblja vrsta, jedini predstavnik roda Aztecula, porodica Cyprinidae, red šaranke. Živi samo u rijeci río Lerma.
Klasificirao ju je Günther, 1868.

## Sinonimi:
- Ceratichthys sallaei Günther, 1868
- Codoma vittata Girard, 1856
- Notropis lermae Evermann & Goldsborough, 1902
- Aztecula mexicana Meek, 1902

## Slika
- Aztecula sallaei